# Acide mésaconique
L'acide mésaconique est un diacide carboxylique de formule chimique HOOC–C(CH3)=CH–COOH. C'est l'isomère trans de l'acide citraconique, et l'un des composés obtenus par chauffage de l'acide citrique. Il entre dans la composition de retardateurs de flamme utilisés en ignifugation, notamment sous forme de diallyl-mésaconate.